# Делта Дунава
Делта Дунава (рум. Delta Dunării; укр. Дельта Дунаю) је друга највећа делта у Европи, одмах после делте Волге.
Дунав се на око 70 km од свог ушћа дели на два крака — Чилиу и Тулчу. Тулћа се након тога дели на рукавце Светог Ђорђа, који се у Дунав улива двоструким ушћем, и на Сулину најпогоднију за пловидбу. То су главне притоке делте Дунава — друге највеће реке у Европи. Дунав повезан каналом са луком у Констанци важан је пловни пут за Румунију и све остале земље кроз које тече та река као и пловни пут Рајна — Мајна — Дунав, а ово укључује и Србију.
Сама делта има површину од 4.170 km² од чега 3465 km² отпада на Румунију, а остало Украјини. Слана језера често се прикључују овом подручју, а са њима има око 4.400 km². Око 2.000 km² делте је испод висине мора, тако да уз малу густину насељености ова чињеница придодаје изгледу делте и њеној очуваности.
Ова делта је право царство река, речица, бара, мочвара, језера, лагуна, залива, мртваја и сл.
Флора и фауна овде су богате, а најуочљивија је биљка шаш. Ово подручје је заштићено и дом је многобројним врстама птица. Преко 40 разних врста риба обитава у делти, па се 50% улова рибе обавља на подручју делте. У крајолику још превладавају шаш, трска, као и бројне ветрењаче. Узгој трске је економски врло важан. У седамдесетима производња је била око 330.000 тона годишње. У делти живи тек око двадесетак хиљада људи, па већих градова и нема.
Године 1991. ова делта је уврштена у УНЕСКО-в списак места Светске баштине, као место великог природног значаја.

## Историја
Делта Дунава почела је да се формира након 4000. п. н. е. испуњавањем залива у Црном мору речним седиментима, у којем се процесу река Дунав поделила на рукавце Свети Ђорђе (3500. п. н. е. — 1600. п. н. е.), Сулина (око 1600. п. н. е.), Свети Ђорђе II. (од 1. год. до данас) и Килиа (1600. — данас).
Најстарији писани спомен Делте Дунава написали су Дачани, који су је контролисали пре него што су је освојили Римљани. Након инвазије Гота, ово подручје је неколико пута мењало власника, док је у 15. векз нису освојили Османски Турци.
Године 1812, након Руско-Турског рата, граница између Руског и Османског царства је ишла рукавцима Килиа и Стари Стамбол, а 1829. године рукавцем Свети Ђорђе. Париским миром, 1856, којим је завршио Кримски рат, Делта Дунава је додељена Османском царству и установљен је међународни одбор који је имао за задатак да осигура и унапреди пловидбу делтом Дунава. Године 1878, након пораза Османског царства од уједињених снага Русије и Румуније, граница је поновно враћена на рукавце Килиа и Стари Стамбол.
Део румунске делте Дунава је већ 1938. године проглашен резерватом природе, а украјински 1973. године. Након што је 1991. године Делта Дунава постала светска баштина, УНЕСКО је помогао основању резервата биосфере 1998. на површини од 6264,03 km², који деле Румунија и Украјина. То је највеће заштићено зелено подручје које прелази границе две државе у Европи. Почетком 21. века овде се убрзано развија туризам, па је само у јулу 2004. године забележено више од 54.000 посетилаца, више од 50% од укупног броја становника целокупног подручја.

## Биоразличитост
Делта Дунава је јединствен екосистем и највеће мокро подручје тла у Европи на којме живи око 4000 животињских и 1000 биљних врста. Њене шуме су углавном од храста, топола и врба, које расту на обалама речних рукаваца.
Како се Делта Дунава састоји од густе мреже водених тела у њој живи велики број врста риба, око 450, од којих су најзаступљеније: шаран, караш, деверика, бодорка, црвеноперка, лињак, као и предатори: гргеч, смуђ, штука, болен и сом. Ту су ухваћени неких од највећих примерака ових риба у Европи.